# Eros Poli
Eros Poli (n. 6 august 1963, Isola della Scala, Veneto, Italia) este un ciclist de performanță ce a reprezentat Italia, medaliat olimpic. A participat la o ediție a Jocurilor Olimpice (1984) în care a câștigat o medalie de aur.